# Tournoi de tennis de Tokyo (WTA 1992)
Le tournoi de tennis de Tokyo est un tournoi de tennis professionnel féminin. L'édition 1992, classée en catégorie Tier II, se dispute du 27 janvier au 2 février 1992.
Gabriela Sabatini remporte le simple dames. En finale, elle bat Martina Navrátilová, décrochant à cette occasion le 22e titre de sa carrière sur le circuit WTA.
L'épreuve de double voit quant à elle s'imposer Arantxa Sánchez Vicario et Helena Suková.

## Résultats en simple

### Parcours
Quatre têtes de série sont exemptées de premier tour.
| No | Joueuse     | Résultat | Ultime adversaire |
| -- | ----------- | -------- | ----------------- |
| 1  | Rika Hiraki | 1er tour | Akiko Kijimuta    |

## Résultats en double

### Parcours
| No | Équipe                          | Résultat   | Ultimes adversaires                 |
| -- | ------------------------------- | ---------- | ----------------------------------- |
| 1  | Martina Navrátilová Pam Shriver | Finale     | Arantxa Sánchez Helena Suková (2)   |
| 2  | Arantxa Sánchez Helena Suková   | Victoire   | Martina Navrátilová Pam Shriver (1) |
| 4  | Sandy Collins Rachel McQuillan  | 1/2 finale | Arantxa Sánchez Helena Suková (2)   |

| No | Équipe                       | Résultat | Ultimes adversaires           |
| -- | ---------------------------- | -------- | ----------------------------- |
| 1  | Kumiko Okamoto Emiko Okagawa | 1er tour | Stephanie Rehe Brenda Schultz |

| No | Équipe                        | Résultat | Ultimes adversaires             |
| -- | ----------------------------- | -------- | ------------------------------- |
| 1  | Kyoko Nagatsuka Miki Yokobori | 1er tour | Ann Henricksson Heather Ludloff |